# Aenigmachanna gollum
Aenigmachanna gollum, la cabeza de serpiente de Gollum, es una especie de pez del género Aenigmachanna que habita en el acuífero y que es endémica del estado indio de Kerala.

## Descripción
A. gollum tiene un cuerpo alargado, parecido a una anguila, de color principalmente marrón y beige. Sus aletas son largas y transparentes, con la aleta dorsal que se extiende alrededor de las tres cuartas partes de la longitud de su cuerpo y la aleta anal se extiende por más de la mitad de la longitud de su cuerpo. Su aleta pectoral es grande, mientras que la aleta pélvica está ausente. Su aleta caudal es ovoide. Varias escamas grandes cubren la parte superior de la cabeza. Tiene una vejiga natatoria reducida.
A diferencia de muchas estigofauna, que por lo general tienen una coloración reducida y una visión deficiente o nula, A. gollum tiene una pigmentación bien desarrollada y ojos de tamaño normal.
Debido a su vejiga natatoria reducida, A. gollum no puede permanecer flotando en el agua. Como otros peces cabeza de serpiente, respira aire. Se mueve ondulando sus aletas, como una anguila.

## Distribución y hábitat
A. gollum se conoce sólo por su localidad tipo, un campo de arroz en Oorakam, Kerala, en la biodiversidad de Ghats occidentales; se informó de otra ocurrencia en un pozo 250 km al sur de la localidad tipo. Su hábitat en los acuíferos subterráneos está amenazado por unos seis millones de pozos de agua subterránea en la región, que bajan el nivel freático.

## Etimología
A. gollum lleva el nombre del personaje Gollum de la serie de libros de El hobbit y El Señor de los Anillos de J. R. R. Tolkien, como una referencia tanto a A. gollum y Gollum, antiguos habitantes de la superficie que evolucionaron para adaptarse a las cuevas donde  vivían. El género Aenigmachanna se crio por primera vez tras el descubrimiento de A. gollum , con aenigma que significa "enigma" en latín, y Channa es el nombre genérico de los peces cabeza de serpiente asiáticos.

## Taxonomía

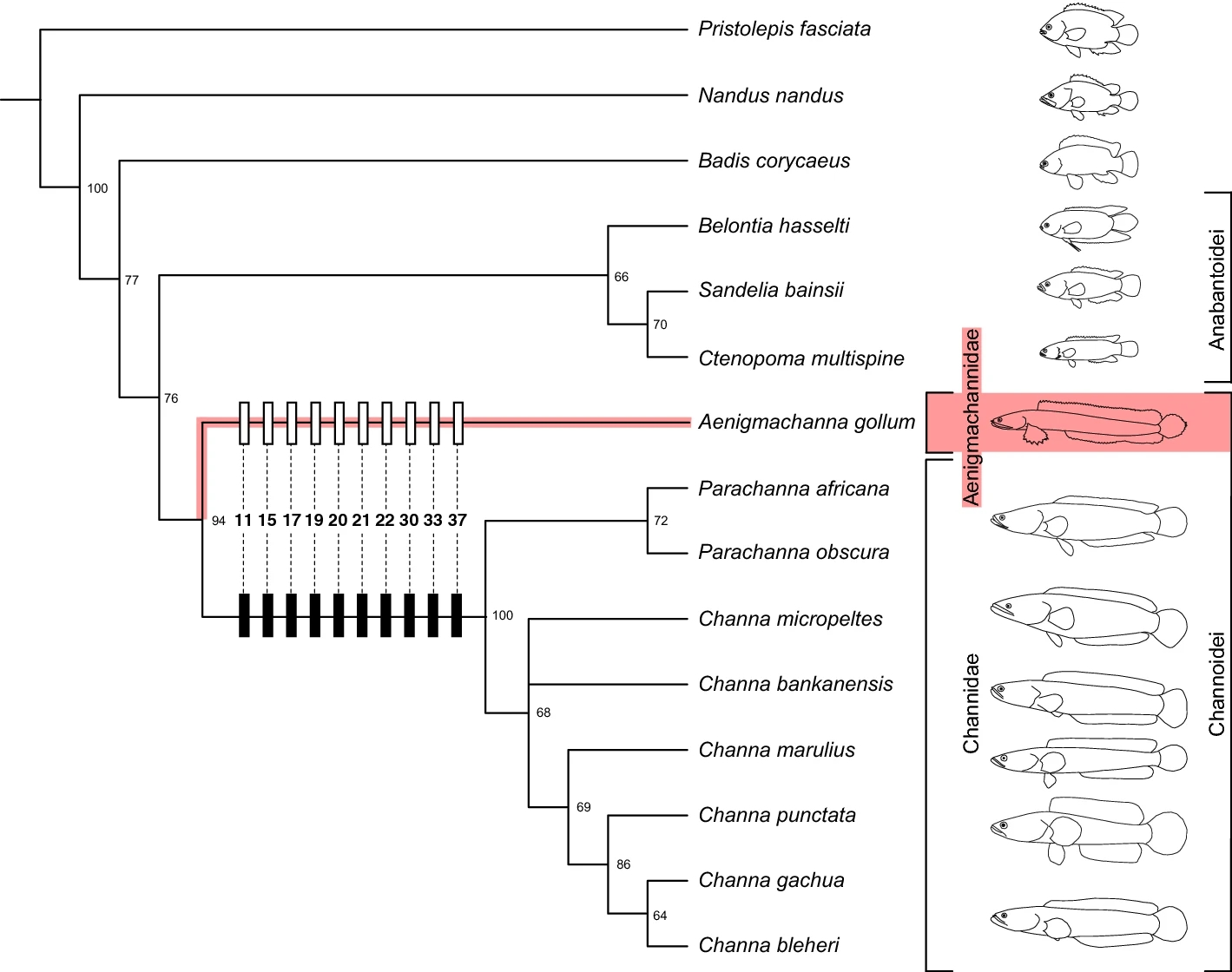
Cladograma que representa la relación de A. gollum con otros channidos.

A. gollum fue la primera especie descubierta del género Aenigmachanna. El género se colocó por primera vez en la verdadera familia de peces cabeza de serpiente Channidae.
A. gollum se colocó en un género separado debido a importantes diferencias fisiológicas y genéticas entre él y los otros géneros en Channidae: Parachanna y Channa. A. gollum tiene una aleta dorsal, una aleta anal y una columna vertebral inusualmente largas en comparación con Parachanna y Channa, y también tiene un cuerpo más parecido a una anguila. A diferencia de los otros cannidos, también carece de escamas con poros en la línea lateral , que normalmente llevan el canal de la línea lateral, y tiene más vértebras sin costillas. Los otros cannidos también tienen una vejiga natatoria más larga.
En 2020, Aenigmachanna se colocó en su propia familia monotípica, Aenigmachannidae, o cabezas de serpiente dragón.

## Descubrimiento
A. gollum fue descubierto como resultado de las inundaciones de Kerala de 2018, cuando varios individuos fueron arrastrados fuera de su hábitat acuífero y en un campo de arroz en Oorakam, donde fueron encontrados y fotografiados por un residente de la aldea, quien publicó las mágenes en medios de comunicación social. Las imágenes fueron notadas por Rajeev Raghavan de la Universidad de Pesca y Estudios Oceánicos de Kerala, quien impulsó un estudio de la especie. Fue descrito en 2019. Es la octava especie de pez conocida de los acuíferos de Kerala, lo que indica la presencia de un gran ecosistema oculto en el hábitat difícil de estudiar.